# Mîkolaiivka, Prîlukî
Mîkolaiivka (în ucraineană Миколаївка) este un sat în comuna Pohrebî din raionul Prîlukî, regiunea Cernihiv, Ucraina.

## Demografie
Componența lingvistică a localității Mîkolaiivka
     Ucraineană (99,1%)
     Alte limbi (0,9%)
Conform recensământului din 2001, majoritatea populației localității Mîkolaiivka era vorbitoare de ucraineană (99,1%), existând în minoritate și vorbitori de alte limbi.